# Alexandr Něvzorov
Alexandr Něvzorov (* 3. srpna 1958, Leningrad) je ruský novinář a dokumentarista, bývalý poslanec ruského parlamentu.
Za snímky dopadů ruského ostřelování porodnice v ukrajinském Mariupolu, které umístil na sociální sítě, je od března 2022 ruskými úřady stíhán za „úmyslné šíření záměrně lživých informací“ a hrozí mu až 15 let vězení.

## Život
Něvzorov pracoval v sovětské a ruské televizi. V roce 1991 obhajoval snahu sovětských bezpečnostních složek o udržení Pobaltí, rovněž podporoval pokus o puč ze strany konzervativních komunistických sil v Sovětském svazu v srpnu téhož roku. Byl zpravodajem z válek v bývalé Jugoslávii a Podněstří. Režíroval televizní film o první čečenské válce z roku 1998. Pracoval mj. v televizi oligarchy Borise Berezovského. V letech 1993 až 2007 byl poslancem ruského parlamentu.
Během války v Čečensku u něj došlo k názorovému posunu a začal být kritický k ruskému imperialismu. V roce 2014 veřejně vystoupil proti ruské anexi Krymu a proti podpoře separatistů na Donbase. Ve videu zveřejněném na YouTube dne 11. dubna 2021 Něvzorov předpověděl, že případná ruská invaze na Ukrajinu skončí tragédií a ponížením pro Rusko. Předpověděl také silný ukrajinský odpor.
Vystupoval v nezávislé televizi Dožď a rádiu Echo Moskvy, jejichž vysílání ukončil Roskomnadzor brzy po ruské invazi na Ukrajinu v únoru 2022. Něvzorov odsoudil invazi na Ukrajinu jako „zločinnou válku“.
V březnu 2022 začaly Něvzorova stíhat ruské úřady za jeho příspěvky na sociálních sítích, které se týkají ruského ostřelování porodnice v ukrajinském Mariupolu. Za „úmyslné šíření záměrně lživých informací“ o činnosti ruských ozbrojených sil mu hrozí až 15 let vězení. Ruské úřady nejdříve tvrdily, že snímky zničené porodnice jsou padělky. Později Rusko útok přiznalo s tím, že v porodnici měli základnu příslušníci nacionalistického pluku Azov. Tvrdilo, že fotografie byly zinscenované a ženy namaskované pro propagandistické snímky.